# 庞特科斯蒂
庞特科斯蒂（葡萄牙語：Pentecoste）是巴西塞阿拉州的一个市镇。总面积1378.295平方公里，总人口33305人，人口密度24.2人/平方公里。